# Iacopo II Barozzi
Pour les articles homonymes, voir Iacopo Barozzi et Barozzi.
Iacopo ou Jacopo (II) Barozzi (mort en 1308) est un noble vénitien et premier seigneur de l'île de Santorin, dans les Cyclades. Il occupe également plusieurs hauts postes coloniaux pour le compte de la république de Venise.

## Biographie
Iacopo Barozzi est fils aîné d'Andrea Barozzi, fonctionnaire vénitien. En commençant par Karl Hopf au cours du XIXe siècle, plusieurs historiens modernes affirment que sa famille dirige l'île égéenne de Santorin depuis la quatrième croisade, ce qui signifie que Iacopo est héritier de sa seigneurie, mais cette thèse est réfutée durant la seconde moitié du XXe siècle, lorsqu'il est démontré que la domination des Barozzi sur Santorin ne peut être documentée qu'à partir du début du XIVe siècle,.
Iacopo commence sa carrière diplomatique comme administrateur colonial de la république vénitienne en mer Égée : au début des années 1290, il occupe le poste de recteur de La Canée dans la colonie vénitienne de Crète, puis celui de bailli de Négrepont d'août 1295 à 1297, et enfin celui de duc de Candie en Crète de 1301 à 1303.
Au même moment, un conseil décida d'armer une flotte de dix-huit galères donnant le commandement à Iacopo, lors d'une bataille de Modone et Corone.
Plusieurs îles, dont Santorin, sont reconquises de leurs seigneurs latins par l'Empire byzantin au cours des années 1270, à la suite des campagnes de Licario, mais la situation change au début du XIVe siècle. À cette époque, divers dirigeants latins profitent de la situation pour établir de nouvelles seigneuries dans les îles, ce qui entraîne souvent des conflits ultérieurs avec la famille Sanudo du duché de Naxos.
En 1301, le duc de Naxos, Guglielmo Ier Sanudo, qui se considère comme le seigneur féodal de l'île, prépare une expédition afin de récupérer Santorin. Son issue n'est pas connue, cependant, dans un traité conclu entre Venise et l'empereur byzantin Andronic II Paléologue en 1302, la possession de l'île par les Vénitiens est reconnue. Dans ce traité, Iacopo est mentionné en tant que dominator insularum Sancte Erini et Thyrasie, mais ne reconnaît que Venise, et non le duc de Naxos, comme son suzerain féodal. Par conséquent, ce dernier capture Iacopo alors que ce dernier traverse ses domaines à la fin de son mandat de duc de Candie. Le Grand Conseil de Venise intervient rapidement et ordonne la libération de Iacopo Ainsi, contrairement aux croyances antérieures, Iacopo est le premier seigneur de Santorin issu de la famille Barozzi.
En 1306 il était temporairement en possession de l'île de Nísyros. En 1308 se retire à Candie où il meurt .